# Солёное (озеро, Заветненский сельсовет)
Солёное или Балчи-коль (укр. Солоне, крымскотат. Balçıq gölü, Балчыкъ голю) — пересыхающее солёное озеро на крайнем юго-востоке Керченского полуострова на территории Ленинского района (Заветненский сельсовет). Площадь — 0,33 км². Тип общей минерализации — солёное. Происхождение — лиманное. Группа гидрологического режима — бессточное.

## География
Входит в Керченскую группу озёр. Длина — 0,75 км. Ширина макс — 0,65 км, сред — 0,35 км. Площадь водосбора — 4,2 км². Длина береговой линии — 2,2 км. Высота над уровнем моря: −0,4 м. Ближайшие населённые пункты — село Заветное, расположенное северо-восточнее озера.
Солёное озеро отделено от Чёрного моря узким перешейком. Озёрная котловина водоёма неправильной формы вытянутая с северо-востока на юго-запад. Берега пологие. Озеро пересыхает в летний период. Реки не впадают, на юго-западе впадает сухоречье. У северо-западной и северо-восточной береговой линии озера проходит полевая дорога без твердого покрытия. Непосредственно южнее расположен ландшафтно-рекреационный парк Мыс Такиль, созданный 27 февраля 2013 года с общей площадью 850 га.
Озеро зарастает водной растительностью преимущественно на опреснённых участках — в устьях впадающих балок, в зоне выходов подземных вод, у пересыпи. Тут интенсивно развиваются различные водоросли, вплоть до цветения воды.
Среднегодовое количество осадков — 400—450 мм. Питание: преимущественно поверхностные (воды от снеготаяния и ливней) и от части подземные воды Причерноморского артезианского бассейна.